# 國際仁人家園
仁人家園是一個國際慈善房屋組織。仁人家園是由米勒德·富勒 於1976年創立，以「世上人人得以安居」為理念，相信一個安全和可負擔的家園，能夠解決貧窮和跨代貧窮問題。仁人家園透過積極行動及提高公眾了解房屋如何協助脫貧的意識，來達致目標。通過義務工作，以及商業機構在金錢和物資的捐獻，仁人家園與有需要的夥伴家庭一起攜手合作，致力完成其服務使命。參與工作的人士來自四面八方，由學生、財富500強大企業的首席執行官，以至社會重要領袖，如前美國總統卡特等傑出人士均有積極參與其中。
仁人家園在2000年開展在中國大陸的工作，在雲南、廣東、廣西、四川及上海設有分支，積極與當地政府等合作伙伴合作開展興建房屋項目。
自1976年成立至今，仁人家園在全球已成功為逾100萬戶家庭、超過500萬人提供安全兼舒適的居所，為受助伙伴家庭和社區帶來希望。

## 中華仁人家園
中華仁人家園是國際仁人家園的分部，以香港為首，管理廣東、廣西、雲南及四川等地的項目。當時香港辦事處主要負責宣傳及籌款工作，分別於2005年2月及11月進行過大型籌款活動。2005年11月份舉辦的籌款晚宴，更為機構籌得HK$5,300,000善款，大部份撥予南亞海嘯及地震地區進行重建工作用途，以及於中國大陸進行興建項目。在香港，協會於2006年四月開始，為獨居長者居提供家居安全改善服務，為他們所居住的樓宇進行修葺工程、添置安全設備，以及進行水電維修安裝等。2008年中華仁人家園為四川大地震災民舉辦籌款晚宴，更籌得US$5.3善款，並於同年在成都設立辦事處，迎接長遠的四川重建工程。

## 香港仁人家園
中華仁人家園在2014年註冊為香港仁人家園。在香港，仁人家園努力提升公眾關注體面家園能改善貧窮問題，例如清潔食水、衛生及燈光等必要設施的重要，針對為包括中國在內的亞太地區提供所需資源。
香港辦公室的主要工作包括︰
- 透過關愛家居計劃，援助貧困家庭及有需要人士，例如長者及傷健人士等修復房屋，改善住屋條件；
- 直達受自然災害影響的地區，協助修復受影響人士的家園；
- 招募和培育經驗豐富的義工團隊，參與全球建屋與救災工作。

## 外部連結
- 仁人家園 -- 香港辦事處 （页面存档备份，存于）
- 仁人家園 -- 亞太區辦事處 （页面存档备份，存于）
- 仁人家園 -- 關愛家居計劃[永久]
- 仁人家園 -- Facebook 專頁 （页面存档备份，存于）
- 仁人家園 -- Instagram[永久]